# Mary Carnellová
Mary Carnellová (nepřechýleně Mary Carnell; 21. prosince 1861 – 10. října 1925) také známá jako Mary Carnell MacEuen, byla americká fotografka a klubistka se sídlem ve Philadelphii v Pensylvánii . Byla zakladatelkou a první prezidentkou Federace žen Asociace fotografů Ameriky.

## Životopis
Mary A. Carnell se narodila v Glassboro, New Jersey, jako dcera Williama Carnella a Hannah Elmiry Gillman Carnellových. Vystudovala Glassboro High School .  Její otec vlastnil slévárnu železa. V roce 1890 málem zemřela, když se ji strýc pokusil strčit do cesty přijíždějícímu vlaku, ale zachránil ji průvodčí vlaku.

## Kariéra

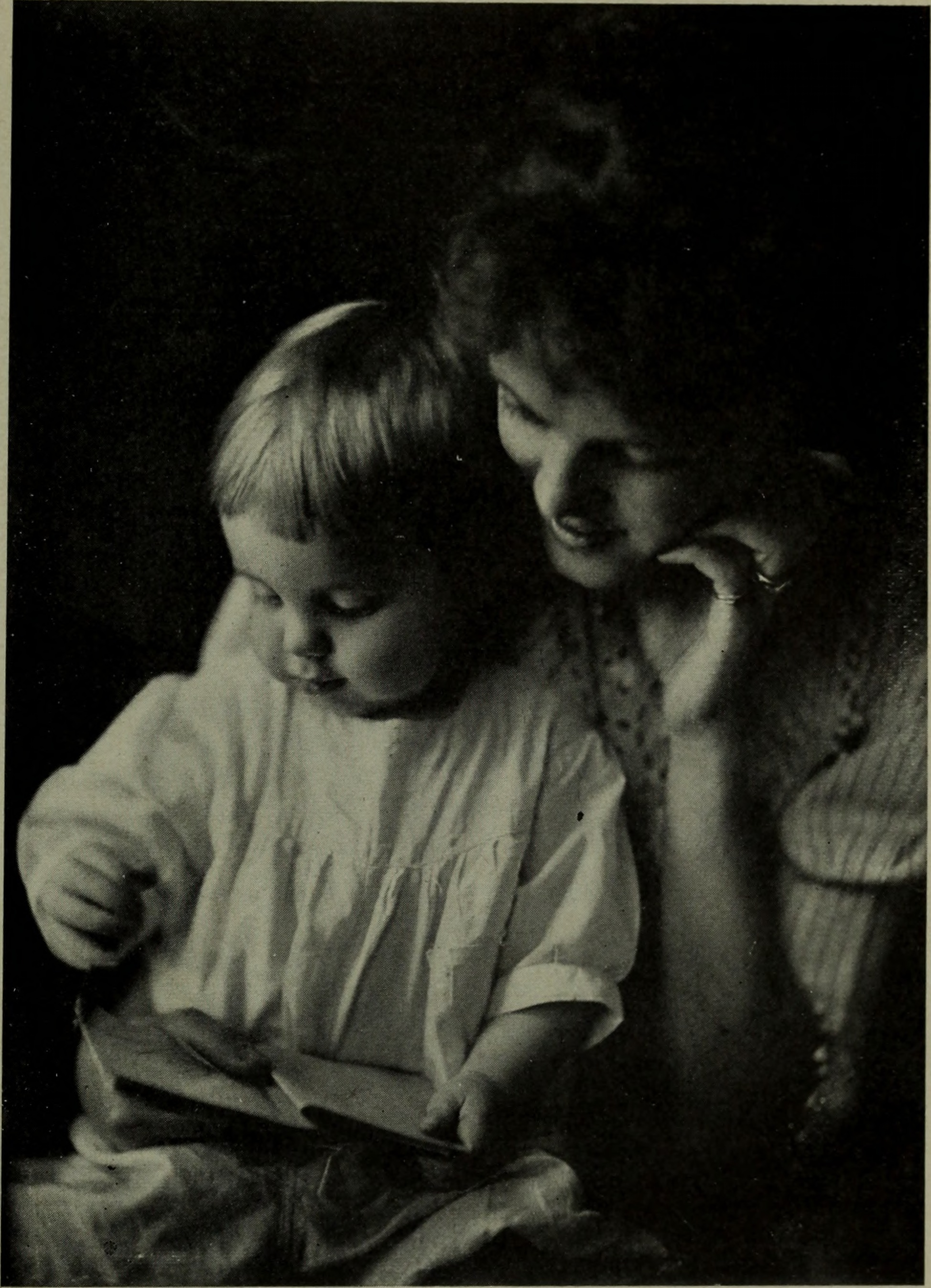
Mary Carnellová: The Story Book, z publikace z roku 1911

Carnellová provozovala své vlastní fotografické studio ve svém domě na Spruce Street ve Philadelphii.  V roce 1909 založila společnost Women's Federation of the Photographers' Association of America a tři roky působila jako její první prezidentka.  „Její takt a výkonné schopnosti jsou patrné v každém pohybu její vznešené postavy,“ napsala Bayard Woottenová v roce 1912. "Je matkou Federace a jako vděčnost za vše, co pro Federaci udělala, byla zvolena její doživotní šéfovou." 
Carnellová byla také prezidentkou Ladies' Auxiliary of the Old Guard State Fencibles, členkou Historical Pageant Association of Pennsylvania,  prezidentkou Klubu žen profesionálek, členkou Společnosti pro prevenci sociálních a morálních nemocí, členkou Dickens Fellowship a ve správní radě The Plastic Club .  

## Osobní život
Mary Carnellová se v roce 1900 provdala za Edwarda Allena MacEuena. Zemřela v roce 1925 ve věku 63 let. Laura H. Carnellová, děkanka Temple University, byla její sestřenice.

## Galerie

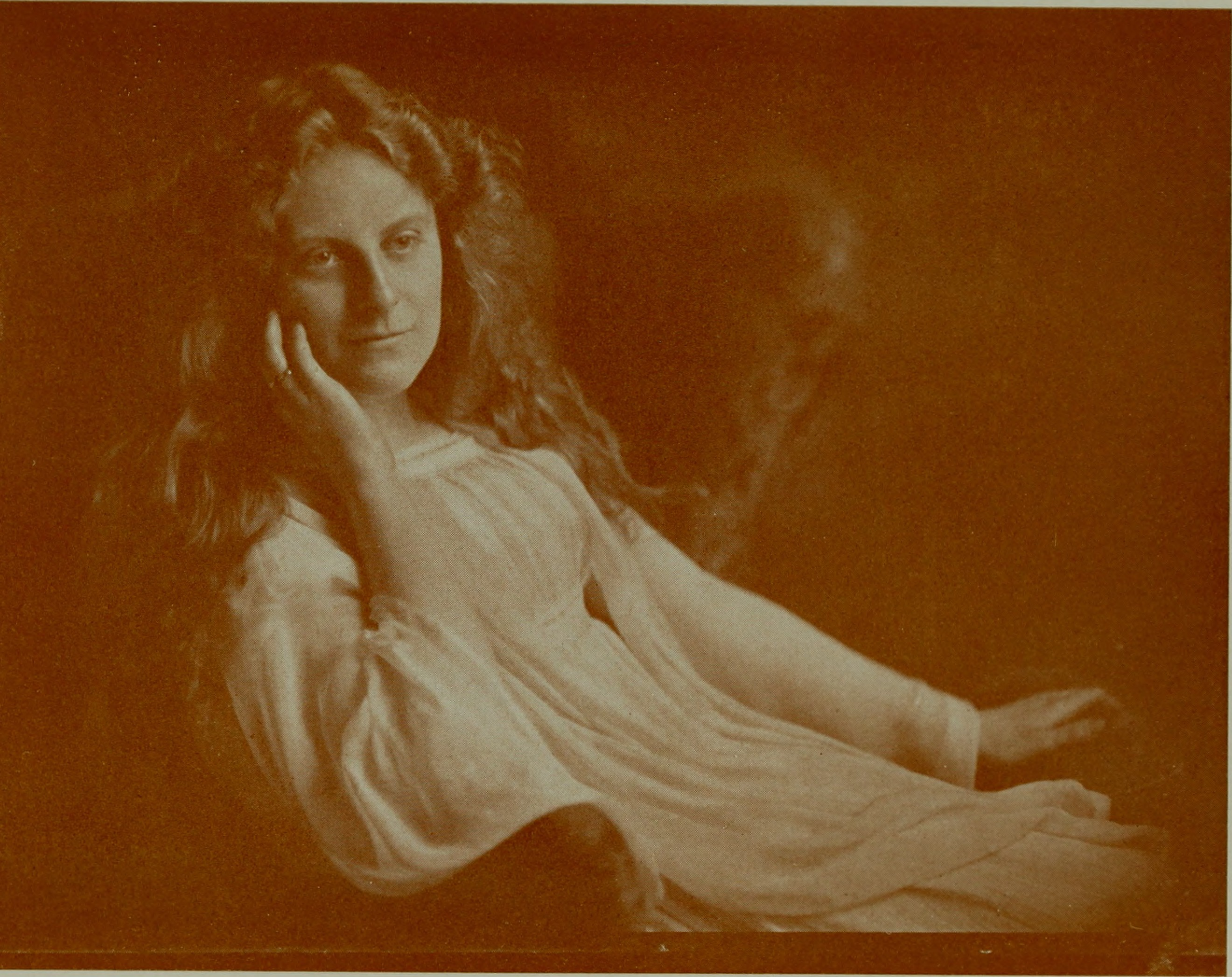
The American annual of photography (1911)
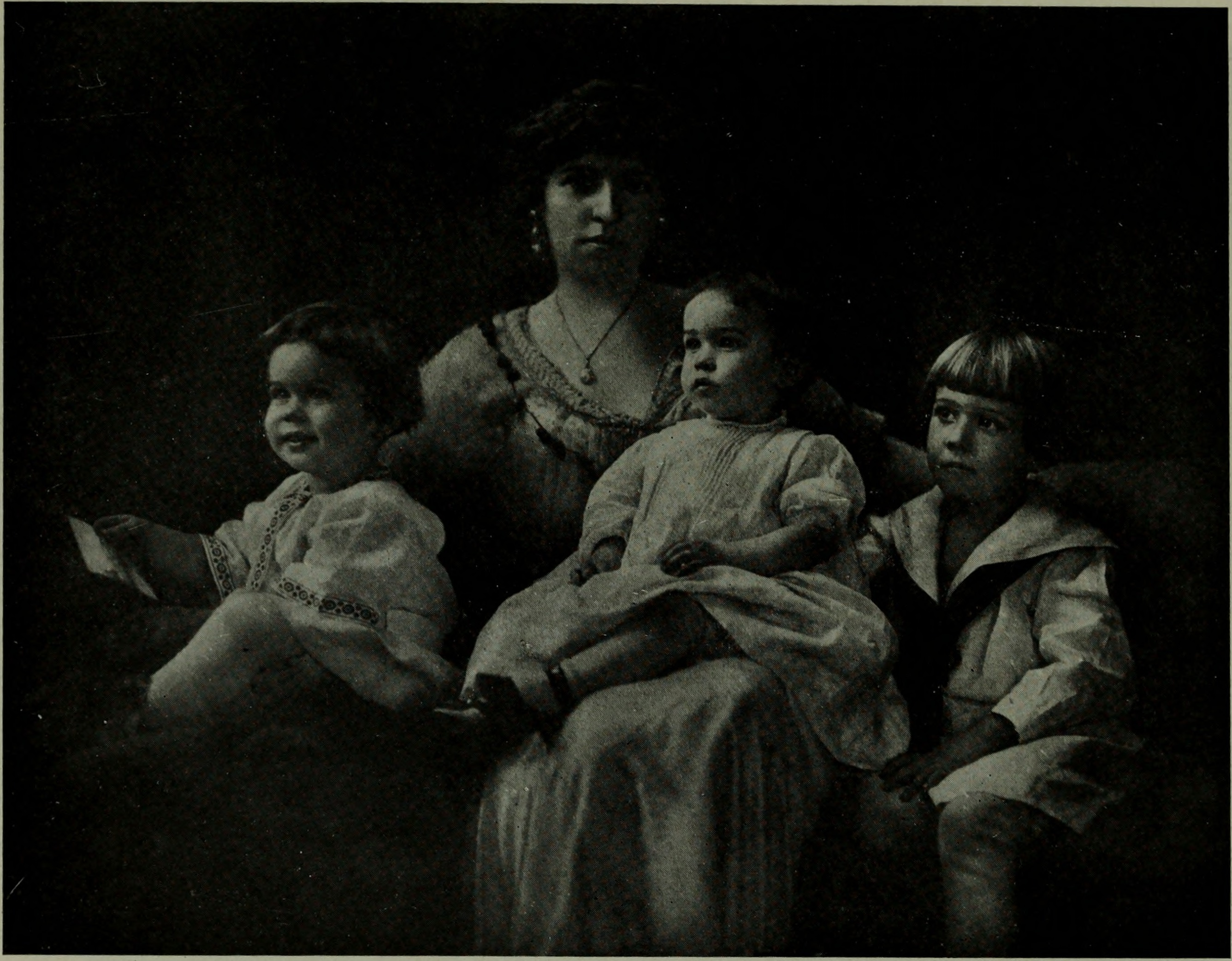
The American annual of photography (1914)